# Вилијам Хартнел
Вилијам Хенри Хартнел (енгл. William Henry Hartnell; Лондон, 8. јануар 1908 — Марден, 23. април 1975) био је британски глумац. Хартнел је најпознатији по улози Првог Доктора у научно-фантастичној серији Доктор Ху.